# Pays-de-Montbenoît
Pays-de-Montbenoît is een fusiegemeente (commune nouvelle) in het Franse departement  Doubs (regio Bourgogne-Franche-Comté). De plaats maakt deel uit van het arrondissement Besançon. Pays-de-Montbenoît is op 1 januari 2025 ontstaan door de fusie van de gemeenten Hauterive-la-Fresse, La Longeville, Montbenoît, Montflovin en Ville-du-Pont. De hoofdplaats van de nieuwe gemeente is Montbenoît.